# دراق (استان مدیه)
دراق (به عربی: دراق) یک شهرداری در الجزایر است که در استان مدیه واقع شده‌است. دراق ۷٬۶۹۵ نفر جمعیت دارد.